# 디본 휴스
디본 더들리(D-Von Dudley)/(Devon Dudley)는 본명은 디본 휴스(Devon Hughes, 1972년 8월 1일 ~ )라고 부른다. 미국의 남자 전 프로레슬링선수다. 버버레이 더들리와 함께TNA와 ECW, WWE에서 더들리 보이즈의 멤버로 활약하기도 했다. 키는 188cm(6 ft 2 in)에다가 몸무게는 120kg(266 lb)이다. WWE에서 링네임은 디본 더들리(Devon Dudley)/(D-Von Dudley)라고 하는데 2002년 3월 14일 ~ 2002년 11월 17일까지 WWE 링네임은 레버런드 디본(Reverend D-Von)/(Reverend Devon)이라는 목사라는 용어를 사용 한적도 있었다. TNA 링네임은 디본(Devon)이라고 부른다. 피니쉬는 파일드라이버, 세이빙 그레이스(리프팅 펄링 인버티드 DDT), 테스티파이(로프 헝 넥브레이커), 스냅 파워슬램, 쓰러스트 스파인버스터, 숏 암 래리어트, 코브라 클러치 레그스윕, 파일드라이버, 다이빙 레그 래리어트, 점핑 시티드 센턴, 미치노쿠 드라이버 투(싯아웃 바디 슬램 파일드라이버), 슬링샷 허리케인라나, 스프링보드 드롭킥, 런닝 하이니, 더블 언더훅 매트 슬램으로 사용을 한다. 2016년부터 WWE 프로듀서가 되었다가 2020년 은퇴를 했다.

## 프로 레슬링 하이라이트
- Finishing moves
  - Cobra clutch legsweep - 1998-1999
  - Corner springboard bulldog - 1996-1998
  - Brainbuster (ECW) - 1996-1998
  - Diving leg lariat - 1999-2001
  - Double underhook mat slam - 1998-1999
  - Jumping seated senton - 1999-2016
  - Michinoku Driver II (Sitout body slam piledriver) - 1998-1999
  - Piledriver (ECW) - 1996-1998
  - RDS / Ron Damn Simmons (WWE) / (Snap spinebuster) (TNA) - 2012-2016; adapted from Ron Simmons
  - Running high knee - 2011-2012
  - Saving Grace (Lifting falling inverted DDT) - 1999-2011
  - Short-arm lariat - 2016
  - Slingshot hurricanrana - 1998-1999
  - Snap powerslam - 1996-2002, 2004-2016; used as a signatur
  - Springboard dropkick - 2001-2002
  - Testify (Rope hung neckbreaker) - 2002-2016
- Signature moves
  - Body avalanche
  - Body slam
  - Corkscrew back elbow smash
  - Diving headbutt drop
  - Flapjack
  - Jawbreaker
  - Leaping shoulder block
  - Leg drop
  - Lifting side slam
  - Lou theszpress
  - Neckbreaker
  - One-man con-chair-to
  - Saluting Headbutt (Running headbutt drop)
  - Spear

- With Bubba Ray Dudley/Brother Ray/Bully Ray
  - Finishing moves
    - 3D / Dudley Death Drop / Deadly Death Drop (Flapjack (Devon) and cutter (Ray) sometimes on a table combination) - innovated
    - 3D II / Dudley Death Drop II / Deadly Death Drop ll (Belly-to-back suplex (Devon) and neckbreaker (Ray) combination)
    - Aided super sitout powerbomb usually on a table

  - Signature moves
    - Aided powerbomb sometimes on a table
    - Double flapjack
    - Dudleyville Device (Electric chair drop (Ray) and diving lariat (Devon) combination)
    - Inverted leg drop bulldog (Devon) and side suplex (Ray) combination
    - Whassup? (Diving headbutt drop low blow to an opponent)

- Manager
  - Cousin Steve
  - Johnny Devine
  - Johnny Rodz
  - Sign Guy Dudley

- Entrance themes
  - "We're Comin 'Down" by Jim Johnston (WWF/WWE; April 1, 2001-March 11, 2002; August 25, 2015-August 22, 2016)
  - "Turn the Tables" by Saliva (WWF/WWE; March 14, 2002-November 17, 2002)
  - "Bombshell" by Powerman 5000 (WWE; November 18, 2002-June 12, 2005)
  - "Eyes of Righteousness" by Jim Johnston and Maydie Myles (as Reverend D-Von)
  - "Watch Out, Watch Out" by Dale Oliver (TNA; 2005-2010; 2014-2015; used as a member of the Team 3D)
  - "Devon" by Dale Oliver (TNA; 2011-2012; 2014)
  - "Deadman's Hand" by Dale Oliver (TNA; 14 October 2012 - 22 August 2013; used as a member of the Aces & Eights)

## 수상
- 월드 스트롱거스트 태그팀 챔피언 (1회) - 브라더 레이
- 어더 아너리 (1997) - 버 버 레이 더들리
- ECW 월드 태그팀웨이트 챔피언 (8회) - 버 버 레이 더들리
- 허슬 슈퍼 태그팀웨이트 챔피언 (1회) - 브라더 레이
- IWGP 헤비웨이트 태그팀 챔피언 (2회) - 브라더 레이
- NEW 월드 유나이티드 스테이츠웨이트 챔피언 (1회)
- NSWA 월드 유나이티드 스테이츠웨이트 챔피언 (1회)
- PWI 퓨드 오브 더 이열 (2012) - 에이시즈 & 에잇츠 vs TNA
- PWI 매치 오브 더 이열 (2000) - 버버레이 더들리 vs 에지 언드 크리스찬 vs 하디 보이즈 인 어 태이블 래더 매치 WWE 레슬매니아 16
- PWI 매치 오브 더 이열 (2001) - 버버레이 더들리 vs 에지 언드 크리스찬 vs 하디 보이즈 인 어 테이블 래더 앤드 체어 매치 WWE 레슬매니아 17
- PWI 태그팀 오브 더 이열 (2001, 200) - 버버레이 더들리
- PWI 랭크드 힘 #25 오브 더 탑 500 싱글즈 레슬링 인 더 PWI 500 인 2012
- PWI 랭크드 힘 #362 오브 더 탑 500 싱글즈 레슬링 오브 더 "PWI 이열즈" 인 2003
- PACW 월드 헤비웨이트 챔피언 (1회)
- 2CW 월드 태그팀웨이트 챔피언 (2회) - 불리 레이
- TNA 월드 텔레비젼웨이트 챔피언 (2회)
- TNA 월드 태그팀웨이트 챔피언 (2회) - 브라더 레이
- NWA 월드 태그팀웨이트 챔피언 (1회) - 브라더 레이
- TNA 홀 오브 페임 (2014)
- WWF/WWE 월드 태그팀웨이트 챔피언 (구 버전) (8회) - 버버레이 더들리
- WWE 태그팀웨이트 챔피언 (구 버전) (1회) - 버버레이 더들리
- WCW 월드 태그팀웨이트 챔피언 (1회) - 버버레이 더들리
- WWE 홀 오브 페임 (2018)
- 워스트 기믹 (2012, 2013) - 에이시즈 & 에잇츠
- 워스트 워크 매치 오브 더 이열 (2006) - TNA 리버스 배틀 로얄 온 TNA 임팩트!